# Жуковка (Керчь)
Жуко́вка — посёлок в восточном Крыму на побережье Керченского пролива, расположен на северо-восточной окраине города Керчь. В административном отношении не имеет статуса отдельного населённого пункта и является частью Керчи.

## История
Основателем посёлка считается рыбак Иван Еремеевич Жученко по прозвищу Жук, который в начале второй половины XIX века приобрёл участок земли неподалёку от мыса Фонарь. Построив дом и обзаведясь лодкой, Иван Еремеевич с сыном занялись рыбным промыслом. В скором времени они разбогатели, купили ещё несколько баркасов, наняли рыбаков, создав рыболовецкие бригады. Рыбаки начали строить себе хаты около дома Жученко, заложив основу будущего посёлка. Однажды вышедших в море рыбаков застиг шторм, и многие из них погибли. Иван Еремеевич, чувствуя вину перед семьями погибших, решил отказаться от рыболовного промысла и продал свой дом рыбаку по прозвищу Латан (несмотря на зажиточность, Латан всегда носил один и тот же латаный кожух, за что и получил своё прозвище; позднее, в 1929 году, в период коллективизации, Латана раскулачили и выслали в Сибирь). Жученко, продав свой рыболовный промысел, занялся животноводством, его новое хозяйство располагалось у деревни Бабчик, северо-западнее Керчи. Иван Еремеевич Жученко умер в начале 1890-х годов, а дело продолжил его сын. На верстовой карте Крыма 1896 года в селении Жуковка обозначено 15 дворов с русским населением. Селение, как Жуков хутор, упоминается в «Памятной книжке Керчь-Еникальского градоначальства на 1913 год».
После установления в Крыму Советской власти, по постановлению Крымревкома, 25 декабря 1920 года из Феодосийского уезда был выделен Керченский (степной) уезд, Керчь-Еникальское градоначальство упразднили, Постановлением ревкома № 206 «Об изменении административных границ» от 8 января 1921 года была упразднена волостная система и в составе Керченского уезда был создан Керченский район в который вошло село (в 1922 году уезды получили название округов). 11 октября 1923 года, согласно постановлению ВЦИК, в административное деление Крымской АССР были внесены изменения, в результате которых округа были отменены и основной административной единицей стал Керченский район. Согласно Списку населённых пунктов Крымской АССР по Всесоюзной переписи 17 декабря 1926 года, в селе Джепар-Берды, Еникальского сельсовета Керченского района, числился 31 двор, из них 19 крестьянских, население составляло 139 человек, из них 136 русских, 3 записаны в графе «прочие». Постановлением ВЦИК «О реорганизации сети районов Крымской АССР» от 30 октября 1930 года (по другим сведениям 15 сентября 1931 года) Керченский район упразднили и село включили в состав Ленинского, а, с образованием в 1935 году Маяк-Салынского района (переименованного 14 декабря 1944 года в Приморский) — в состав нового района. На подробной карте РККА Керченского полуострова 1941 года в селении отмечено 23 двора. В дальнейшем в доступных исторических документах не встречается
В годы Великой Отечественной войны в районе Жуковки происходили бои между советскими и гитлеровскими войсками. Побережье у мыса Фонарь стало плацдармом Керченско-Эльтигенской десантной операции. В земле у посёлка можно найти гильзы и поржавевшие детали военного снаряжения. В окрестностях Жуковки возведено несколько монументов, хранящих память о прошедших боях и погибших воинах.
В начале 1950-х годов недалеко от посёлка была построена Керченская паромная переправа.

## Современность
В наши дни многие жители Жуковки работают на предприятиях рыбного хозяйства, сезон путины на Керченском проливе приходится на позднюю осень и первую половину зимы — для местных рыбаков это период наиболее активной работы.
Большая часть населения Жуковки проживает в частных домах. Реализовано газоснабжение посёлка. Имеется артезианская скважина, но централизованное водоснабжение (по состоянию на 2014 год) отсутствует, городские власти рассматривают планы по прокладке водовода в Жуковку.

### Социальная сфера

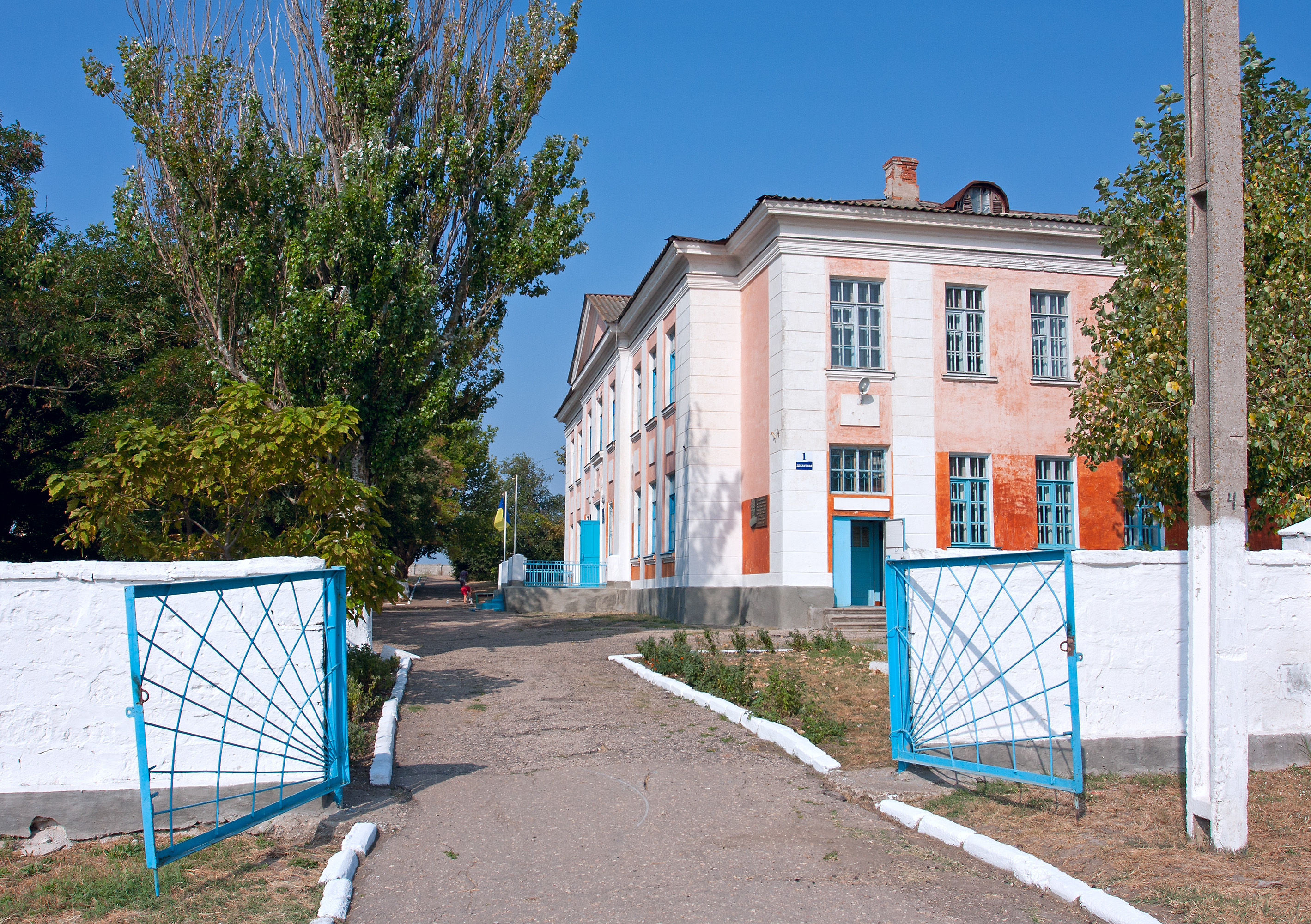
Школа № 21

На границе посёлков Жуковка и Подмаячный находится общеобразовательная школа № 21 имени генерала И.Е. Петрова. Силами учеников и местных жителей в школе организован краеведческий музей у истоков которого стояли бывший учитель, историк и литератор-пушкинист Тарбаев Василий Семёнович, бывший директор школы Катанцев Николай Константинович и Бабичева Евдокия Сергеевна. В число экспонатов музея, рассказывающих о боевой славе края в годы Великой Отечественной войны, входит 45-мм противотанковая пушка, поднятая со дна Керченского пролива.
Рядом с Жуковкой, в соседнем посёлке Глейки, в начале 2000-х годов построена православная церковь Казанской иконы Божией Матери. Здание церкви переделано из бывшего продуктового магазина.

### Транспорт
- Жуковка связана с Керчью рейсами маршрутного такси (маршрут № 18 от автовокзала Керчи)[21].
- Рядом с посёлком расположен порт «Крым» и железнодорожная станция «Крым» Керченской паромной переправы

## Достопримечательности
- Мыс Фонарь — мыс с живописными скалистыми берегами на входе в Керченский пролив из Азовского моря
- Еникальский маяк — действующий маяк, построен на возвышенной части мыса Фонарь
- Обелиск воинам, павшим в годы Великой Отечественной войны. Установлен неподалёку от Еникальского маяка
- «Красное Знамя» — памятник Великой Отечественной войны, выполненный в виде развевающегося на вершине холма красного флага. Памятник является символом реального события — в ходе боёв за Керчь нескольким советским солдатам удалось пробраться на этот холм и закрепить на его вершине красный флаг
- Руины крепости Еникале (построена османскими турками в 1706 году) находятся на берегу Керченского пролива в 2—3 км от Жуковки по направлению к Керчи
- Для археологов представляет интерес территория на юго-западной окраине Жуковки, где расположено городище древнего Порфмия (VI век до н. э.)